# Fêtes et jours fériés en Bosnie-Herzégovine

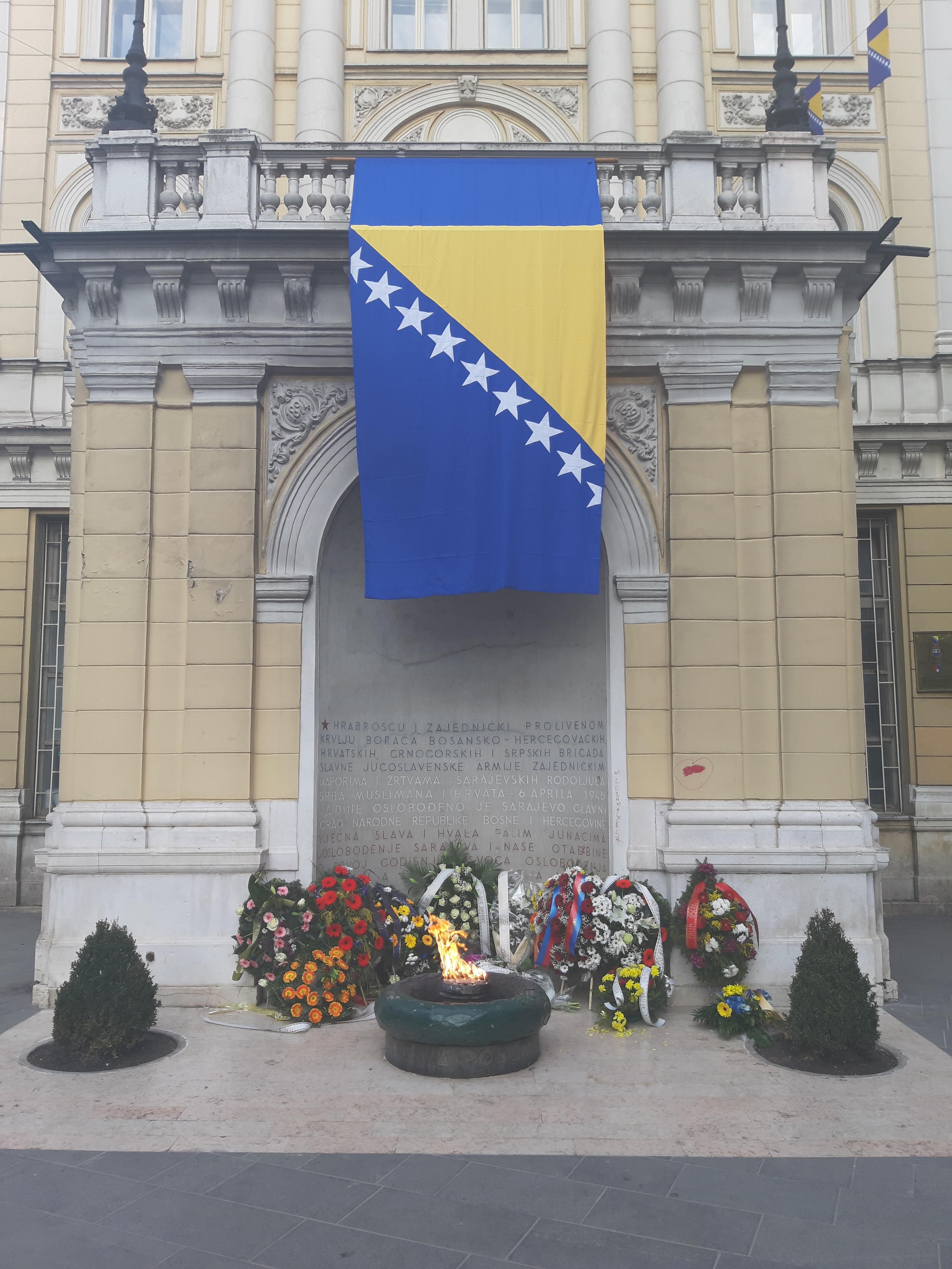
Drapeau de la Bosnie-Herzégovine au dessus de la flamme éternelle à l'occasion de la Fête de l'indépendance.

Les fêtes et jours fériés en Bosnie-Herzégovine comprennent diverses juridictions.

## Jours fériés
| Date                       | Nom                                       | Nom local                                                            | Notes |
| -------------------------- | ----------------------------------------- | -------------------------------------------------------------------- | --- |
| 1er janvier                | Jour de l'an                              | Nova Godina                                                          | |
| 2 janvier                  | 2e jour de la nouvelle année              | Drugi dan Nove Godine                                                | |
| 6 janvier                  | Epiphanie                                 | Bogojavljenje (Sveta Tri kralja)                                     | |
| 7 janvier                  | Noël orthodoxe                            | Božić (Божић)                                                        | |
| 9 janvier                  | Fête de la République                     | Dan Republike                                                        | La Cour constitutionnelle bosniaque a déclaré le congé annuel inconstitutionnel                                       |
| 14 janvier                 | Nouvel An orthodoxe                       | Nova godina (Нова година)                                            | Selon le calendrier julien                                                                                            |
| 1er mars                   | Fête de l'indépendance                    | Dan nezavisnosti                                                     | Indépendance du pays vis-à-vis de la Yougoslavie, via le référendum d'indépendance de mars 1992.                      |
| date mobile                | Pâques                                    | Uskrs                                                                | Pâques tombe toujours un dimanche du 22 mars au 25 avril inclus.                                                      |
| date mobile                | Lundi de Pâques                           | Uskrsni ponedjeljak                                                  | Le lundi de Pâques tombe toujours un lundi du 23 mars au 26 avril inclus.                                             |
| date mobile                | Pâques                                    | Vaskrs (Васкрс)                                                      | |
| 1er mai                    | Fête du travail                           | Dan rada                                                             | |
| 2 mai                      | 2e jour de la fête du travail             | Drugi dan Dana rada                                                  | |
| date mobile                | Fête-Dieu                                 | Tijelovo (Tijelo i Krv Kristova)                                     | 60 jours après Pâques                                                                                                 |
| 9 mai                      | Jour de la Victoire                       | Dan pobjede                                                          | Férié seulement en république serbe de Bosnie                                                                         |
| 15 août                    | Assomption de Marie (catholique)          | Uznesenje Blažene Djevice Marije (Velika Gospa)                      | |
| 28 août                    | Assomption de Marie (orthodoxe)           | Velika Gospojina (Велика Госпојина)                                  | |
| 1er novembre               | Toussaint                                 | Svi Sveti                                                            | |
| 2 novembre                 | Commémoration de tous les fidèles défunts | Dušni dan                                                            | |
| 21 novembre                | Jour des accords de Dayton                | Dan uspostave Opšteg okvirnog sporazuma za mir u Bosni i Hercegovini | Férié seulement en république serbe de Bosnie                                                                         |
| 25 novembre                | Fête nationale de l'État                  | Dan državnosti                                                       | Cette fête est célébrée dans tous les cantons de l'entité de la Fédération à l'exception de l'Herzégovine occidentale |
| 25 décembre                | Noël catholique                           | Božić                                                                | |
| 26 décembre                | Fête de la Saint-Étienne                  | Stipandan (Stjepandan)                                               | |
| Premier jour de Mouharram  | Nouvel an islamique                       | Muslimanska Nova Godina                                              | Selon le calendrier islamique                                                                                         |
| 12e jour de Rabee'ul-Awwal | Anniversaire du prophète                  | Mevlud                                                               | |
| 10e jour de Dhou al-hijja  | Aïd al-Adha                               | Kurban Bajram                                                        | Fête religieuse pendant 4 jours                                                                                       |
| 1er jour de Shawwal        | Aïd el-Fitr                               | Ramazanski Bajram                                                    | Fête religieuse pendant 3 jours                                                                                       |

## Autres fêtes observées
| Date                   | Nom                             | Nom local                                   |
| ---------------------- | ------------------------------- | ------------------------------------------- |
| 6 mai                  | Fête orthodoxe de saint George  | Đurđevdan                                   |
| 24 juin                | Fête de la Saint-Jean           | Ivandan                                     |
| 28 juin                | Fête orthodoxe de saint Vitus   | Vidovdan                                    |
| 12 juillet             | Fête orthodoxe de saint Pierre  | Petrovdan                                   |
| 2 août                 | Fête orthodoxe de saint Elias   | Ilindan                                     |
| 8 septembre            | Nativité de Marie (catholique)  | Rođenje Blažene Djevice Marije (Mala Gospa) |
| 21 septembre           | Nativité de Marie (orthodoxe)   | Mala Gospojina                              |
| 8 novembre             | Fête orthodoxe de saint Dimitri | Mitrovdan                                   |
| 27 décembre            | Fête de la Saint-Jean           | Ivandan                                     |
| 2e jour de Aïd el-Fitr | Festival de la rupture du jeûne | Ramazanski Bajram                           |